# Rablay-sur-Layon
Rablay-sur-Layon är en kommun i departementet Maine-et-Loire i regionen Pays de la Loire i nordvästra Frankrike. Kommunen ligger i kantonen Thouarcé som tillhör arrondissementet Angers. År 2018 hade Rablay-sur-Layon 783 invånare.

## Befolkningsutveckling
Antalet invånare i kommunen Rablay-sur-Layon
| Referens: INSEE |